# 表形分類学
表形分類学（ひょうけいぶんるいがく、英語：phenetics）は、数値（数量）分類学ともいい、生物の全体的類似性を定量的に表現して分類する分類学の一方法である。
1950-60年代に、従来の分類学が客観的、科学的でないと批判され、それに代わる方法として提案された。同時期に分岐学が系統学の方法として提案され、分類学の方法としても用いられるようになったのとは対照的に、表形分類学は系統（進化上の関係）とは関係なく数値的に比較するための方法として提案された。
具体的には、形態や生化学的性質といった形質を多数比較して生物種間の距離を求め、クラスタリングを行う。この際に特定の形質だけを重視すること（つまり、重み付け）はしない。大量の変数の測定結果から、それを2～3次元のグラフに表現し直す方法が用いられる。これは生物が示す多様性を整理して人間が直接扱えるレベルにするにはよい方法であるが、このような整理によって多くの情報の損失も避けられない。
表形分類学の方法論の多くは、このような情報の損失と、解釈が容易になることのバランスの上に成り立っている。相似（相同ではない）による類似を取り上げる傾向が高いため、系統研究に関しては現在ほぼ分岐学に取って代わられているが、一部の分岐学的方法が実用的でないような場合に適した近似として用いられている。
また類似のアイディアは近隣結合法として発展し、分子系統学の有力な方法として用いられている。違いが相対的に大きすぎる（どの2つをとっても特に類似が大きくはないような）生物を分類するには、分岐学的方法は適用しにくいため、表形的方法が用いられる。特に種レベルの問題には表形的方法が多く用いられ、種の同定を行う場合には、全体的類似性を定量的に表す表形的方法が適している（もちろん場合によっては分岐論的方法も有用で、2つの方法論は車の両輪のようなものである）。
また表形分類学で発展した方法の多くは、分類学以外の領域では、群集生態学によって受容されさらに発展している。
英語版からの翻訳